# Адміністрування баз даних та автоматизація
Адміністрування баз даних це функція управління та підтримки програмного забезпечення систем управління базами даних (СУБД). Основні програмні засоби СУБД, такі як Oracle, IBM DB2 і Microsoft SQL Server, потребують постійного управління. Таким чином, корпорації, які використовують програмне забезпечення СУБД, часто наймають спеціалістів з інформаційних технологій, які називаються адміністраторами баз даних. 

## Обов'язки
- Встановлення, налаштування та оновлення серверного програмного забезпечення баз даних та супутніх продуктів.
- Оцінка функцій бази даних та продуктів, пов'язаних із базою даних.
- Створення та підтримка політики та процедури резервного копіювання та відновлення.
- Піклування про розробку та впровадження бази даних .
- Впровадження та підтримка безпеки бази даних (створення та підтримка користувачів та ролі, призначення привілеїв).
- Налаштування бази даних та моніторинг продуктивності.
- Налаштування програм та моніторинг продуктивності.
- Налаштування та підтримка документації та стандартів.
- Планування зростання та змін (планування потужності).
- Робота як частина команди та надання підтримки 24x7, коли це необхідно.
- Виконання загальних технічних усунень несправностей та визначення мінусів.
- Відновлення бази даних.

## Типи
Є три типи адміністраторів баз даних: 
1. Системні адміністратори баз даних (також звані фізичні адміністратори баз даних, операційні адміністратори баз даних або адміністратори підтримки баз даних): зосереджуються на фізичних аспектах адміністрування баз даних, таких як встановлення СУБД, конфігурація, виправлення, покращення, резервне копіювання, відновлення, оновлення, оптимізація продуктивності, обслуговування та аварійне відновлення .
2. Адміністратори розробки баз даних: зосереджуються на логічних аспектах і аспектах управління базами даних, таких як розробка та підтримка моделі даних, генерація DDL ( мови визначення даних ), написання та налаштування SQL, кодування збережених процедур, співпраця з розробниками, що допомагає з вибором найбільш відповідних можливостей СУБД / функціональностей та інших передвиробничих заходів.
3. Адміністратори програмного забезпечення баз даних: зазвичай зустрічаються в організаціях, які придбали програмне забезпечення третьої сторони, такі як ERP ( планування ресурсів підприємства ) та CRM (системи управління взаємовідносинами з клієнтами ). Прикладами таких прикладних програм є Oracle Applications, Siebel і PeopleSoft ( обидві тепер є частиною Oracle Corp.) і SAP. Адміністратори програмного забезпечення баз даних поширюють огорожу між СУБД і прикладним програмним забезпеченням та несуть відповідальність за те, щоб програма була повністю оптимізована для бази даних і навпаки. Зазвичай вони керують усіма компонентами програми, які взаємодіють з базою даних і виконують такі дії, як встановлення та виправлення програм, оновлення програм, клонування баз даних, побудова та виконання процедур очищення даних, керування процесами завантаження даних, тощо.

Хоча люди зазвичай спеціалізуються на одному типі адміністрування баз даних, у невеликих організаціях не рідко можна знайти окрему особу або групу, яка виконує більше одного типу адміністрування баз даних. 

## Природа адміністрування баз даних
Ступінь автоматизації управління базою даних диктує навички та кадровий склад, необхідний для управління базами даних. З одного боку, система з мінімальною автоматизацією потребуватиме значних ресурсів для управління; можливо 5-10 баз даних на адміністратора баз даних. З іншого боку, організація може вирішити автоматизувати значний обсяг роботи, що може бути зроблено вручну, таким чином зменшуючи навички, необхідні для виконання завдань. Зі збільшенням автоматизації, кадрові потреби організації розбиваються на висококваліфікованих працівників для створення та управління автоматизацією та групу нижчих кваліфікованих "лінійних" адміністраторів баз даних, які просто виконують автоматизацію. 
Робота з базами даних складна, повторювана, трудомісткою і вимагає значної підготовки. Оскільки бази даних містять цінні та критично важливі дані, компанії зазвичай шукають кандидатів з багаторічним досвідом. Адміністрування баз даних часто вимагає, щоб адміністратори баз даних працювали в неробочий час (наприклад, для планового простою, у випадку відключення, пов'язаного з базою даних, або якщо продуктивність значно знижена). Адміністратори баз даних зазвичай отримують добрі компенсації за довгі години. 
Одною з ключових необхідних, що часто забувається, навичок при виборі адміністратора баз даних є відновлення бази даних (частина аварійного відновлення). Це не випадок «якщо», але випадок «коли» база даних зазнає невдачі, починаючи від простого збою до повної катастрофічної невдачі. Невдачею можуть бути пошкодження даних, помилка носія або помилки, викликані користувачем. У будь-якій ситуації адміністратор баз даних повинен мати навички відновлення бази даних до певного моменту часу, щоб запобігти втраті даних. 

## Засоби адміністрування баз даних
Часто програмне забезпечення СУБД постачається з певними інструментами, які допомагають адміністраторам баз даних керувати СУБД. Такі інструменти називаються рідними інструментами. Наприклад, Microsoft SQL Server поставляється з SQL Server Management Studio, а Oracle має такі інструменти, як SQL * Plus і Oracle Enterprise Manager / Grid Control. Крім того, треті сторони, такі як BMC, Quest Software, Embarcadero Technologies і SQL Maestro Group, пропонують графічні інструменти для моніторингу СУБД і допомагають адміністраторам баз даних легше виконувати певні функції всередині бази даних. 
Інший вид програмного забезпечення для баз даних існує для керування наданням нових баз даних й управління існуючими базами даних та їх відповідними ресурсами. Процес створення нової бази даних може складатися з сотень або тисяч унікальних кроків від задоволення передумов до налаштування резервних копій, де кожен крок повинен бути успішним до того, як почнеться наступний. Очікується, що людина не зможе завершити цю процедуру точно таким же чином раз за разом - саме тоді, коли існує кілька баз даних. З ростом кількості адміністраторів баз даних без автоматизації кількість унікальних конфігурацій часто стає дорогою / важкою для підтримки. Всі ці складні процедури можуть бути змодельовані кращими адміністраторами баз даних у програмне забезпечення автоматизації баз даних та можуть бути виконані стандартними адміністраторами баз даних. Програмне забезпечення було створено спеціально для підвищення надійності та відтворюваності цих процедур, таких як Stratavia «s Data Palette і GridApp системи Clarity. 

## Вплив автоматизації ІТ та хмарна автоматизація
Автоматизовані операції з базами даних зростають з 2009 року, після впровадження AWS RDS в Amazon Web Services, що надає автоматизовану та керовану базу даних як послугу. У 2010 році Microsoft Azure запустила аналогічну автоматизовану базу даних у вигляді служби SQL Azure, що забезпечує автоматизоване резервне копіювання, з геореплікацією та високою доступністю. Впровадження контейнерів докера (програмного забезпечення) покращило підтримку швидкої доставки екземплярів контейнерних баз даних, а вебсервіси Amazon і Microsoft Azure розширили автоматичну підтримку контейнерів у відповідних службах. 
Підтримка сторонніх зображень контейнерів баз даних зросла, включаючи MongoDB, Postgres, MySQL з Oracle і Microsoft SQL Server з Microsoft, а також з незалежних портів докера (програмного забезпечення) від Windocks 
Нові технології, такі як Stratavia Data Palette і GridApp Systems Clarity, почали збільшувати автоматизацію баз даних, що призводить до скорочення завдань, пов'язаних з базою даних. Проте в кращому випадку це лише зменшує кількість повсякденних, повторюваних заходів і не виключає необхідності адміністраторів баз даних. Метою автоматизації адміністрування баз даних є надання можливості адміністраторам баз даних зосередитися на більш активній діяльності навколо архітектури баз даних, розгортання, продуктивності та управління рівнем обслуговування. 
Кожна база даних вимагає облікового запису власника бази даних, яка може виконувати всі операції керування схемою. Цей обліковий запис є специфічним для бази даних і не може входити до завідувача даних. Після створення бази даних можна додавати облікові записи власників баз даних. Користувачі з режиму роботи з даними повинні увійти в систему з обліковими даними, специфічними для бази даних, для перегляду бази даних, її об'єктів та даних або для виконання завдань керування базою даних. Адміністратори баз даних та розробники додатків можуть керувати базами даних, тільки якщо вони мають відповідні дозволи та ролі, надані їм адміністратором організації. Дозволи та ролі повинні надаватися в групі баз даних або в базі даних, і вони застосовуються лише в організації, в якій вони надані. 

## Вивчання адміністрування баз даних
Існує декілька навчальних закладів, що пропонують професійні курси, включаючи пізні нічні програми, щоб дозволити кандидатам вивчати адміністрування баз даних. Також, постачальники СУБД, такі як Oracle, Microsoft і IBM, пропонують програми сертифікації, щоб допомогти компаніям найняти кваліфікованих практиків DBA. Ступінь коледжу в галузі комп'ютерних наук або суміжних областях є корисним, але не є обов'язковою умовою. 

## Зовнішні посилання
- "Складена теоретична структура даних і мова пошуку" . Форум SIGIR . ACM Спеціальна група інтересів з пошуку інформації . 7 (4): 45–55. Зима 1972.
- Томас Хай (June 2006). "Походження системи управління базами даних" (PDF) . Запис SIGMOD . ACM Спеціальна група інтересів з управління даними . 35 (2).

Ця стаття базується на матеріалі, взятому з вільного онлайн-словника обчислень до 1 листопада 2008 року та включені в терміни "повторне ліцензування" GFDL, версія 1.3 або пізніша.